# Rinto Harahap
Rinto Harahap (ur. 10 marca 1949 w Siboldze, zm. 9 lutego 2015 w Singapurze) – indonezyjski kompozytor i piosenkarz.
Swoją karierę muzyczną rozpoczął w 1969 r., kiedy to dołączył do formacji The Mercy’s. Wraz ze swoim bratem Erwinem założył przedsiębiorstwo nagraniowe Lolypop (działające w latach 70.), z którym współpracowali tacy muzycy jak Betharia Sonata, Christine Panjaitan, Eddy Silitonga, Iis Sugianto czy Nia Daniati.
Na swoim koncie ma ponad 500 kompozycji. Niektóre spośród jego piosenek (jak np. „Ayah”, „Nasibku Nasibmu” i „Benci Tapi Rindu”) stały się przebojami lat 80. XX wieku.